# ...For the Kids
...For the Kids là album đầu tay của ban nhạc Gym Class Heroes, phát hành độc lập trong tháng 12 năm 2001. Nó được phát hành dưới dạng tải về miễn phí của ban nhạc ở đây: http://www.sharebeast.com/5lp723qecya0 Lưu trữ ngày 19 tháng 12 năm 2013 tại Wayback Machine

## Danh sách theo dõi
Tất cả các ca khúc được viết bởi Gym Class Heroes.
| STT              | Nhan đề                      | Thời lượng |
| ---------------- | ---------------------------- | ---------- |
| 1.               | "Thinking Out Loud"          | 1:21       |
| 2.               | "Food for Mic Skills"        | 4:23       |
| 3.               | "Oh My God"                  | 3:56       |
| 4.               | "A Beautiful Day"            | 3:39       |
| 5.               | "Extra Extra"                | 5:40       |
| 6.               | "Crab Apple Kids"            | 4:20       |
| 7.               | "Happy Little Trees"         | 2:07       |
| 8.               | "How It Was"                 | 2:57       |
| 9.               | "Noah"                       | 3:59       |
| 10.              | "This Thing Called Life"     | 4:43       |
| 11.              | "Eighty-Five"                | 4:25       |
| 12.              | "wejusfreestylin"            | 1:29       |
| 13.              | "Pig Latin"                  | 3:51       |
| 14.              | "Eighty-Five" (SieONE Remix) | 4:08       |
| 15.              | "Hey Mina"                   | 1:55       |
| Tổng thời lượng: | Tổng thời lượng:             | 53:00      |

"Noah" là một bài hát để tưởng nhớ một người bạn cùng lớp và là bạn của Travis đã chết trong một tai nạn xe hơi trong mùa thu năm 1996 trong năm thứ nhất ở trường trung học. Nó cũng chứa các yếu tố của "A Song for Noah", track 5 trong EP tự phát hành thứ hai của họ, "Greasy Kid Stuff."
"Happy Little Trees" là phiên bản đầu tiên của "To Bob Ross with Love" trong album The Chronicles Papercut.